# Герцог Кентський
Герцог Кентський (англ. Duke of Kent) — британський герцогський титул за назвою історичної області Кент. Надавався тричі різним гілкам британської монаршої династії. Чинним герцогом Кентським є принц Едвард — онук короля Георга V.

## Історія
Титул асоціюється із одним із семи англосаксонських королівств — Королівством Кент, яке існувало в 455—871 роках і у IX столітті стало частиною Королівства Англія.
Першим титулом, пов'язаним із Кентом після його входження до складу Англії, був титул графа Кентського. 1020 року він був наданий Ґодвіну Вессекському, а 1053 року його успадкував Леофвін Годвінсон. Після загибелі Леофвіна у битві при Гастінгсі 1066 року новий король Англії, Вільгельм I Завойовник, надав титул своєму зведеному братові Одо, єпископу Байо. Згодом нові креації титулу були засновані у 1141, 1227, 1321, 1461, 1465 та 1866 роках.
1710 року королева Анна надала Генрі Ґрею, графові Кентському, титул герцога.
1799 року король Георг III надав титул герцога Кентського і Стратернського своєму синові Едвардові Августу. 1820 року він помер, не залишивши нащадків чоловічої статі, тому титул не був успадкований.
1934 року король Георг V надав титул герцога Кентського своєму синові Джорджеві. Його син Едвард є чинним володарем титулу.

## Список герцогів Кентських
| Ім'я                                                           | Світлина                  | Дата народження | Дата отримання титулу | Шлюб                                  | Дата смерті |
| -------------------------------------------------------------- | ------------------------- | --------------- | --------------------- | ------------------------------------- | ----------- |
| Перша креація (1710—1740)                                      |                           |                 |                       |                                       |             |
| Генрі Ґрей                                                     |                           | 1671            | 1710                  | Джемайма Крю (1695)                   | 1740        |
| Генрі Ґрей                                                     | Леді Софія Бентінк (1729) | 1671            | 1710                  |                                       | 1740        |
| Друга креація (1799—1820), як герцог Кентський і Стратернський |                           |                 |                       |                                       |             |
| Принц Едвард Август                                            |                           | 1767            | 1799                  | Вікторія Саксен-Кобург-Заальфельдська | 1820        |
| Третя креація (1934—)                                          |                           |                 |                       |                                       |             |
| Принц Джордж                                                   |                           | 1902            | 1934                  | Марина Грецька                        | 1942        |
| Принц Едвард                                                   |                           | 1935            | 1942                  | Кетрін Ворслі                         | —           |

## Лінія наступництва
- Принц Джордж, герцог Кентський (1902—1942)
  -  Принц Едвард, герцог Кентський (нар. 1935)
    - (1) Джордж Віндзор, граф Сент-Ендрюс (нар. 1962)
      - (2) Едвард Віндзор, лорд Даунпатрік (нар. 1988)

    - (3) Ніколас Віндзор (нар. 1970)
      - (4) Альберт Луї Філіп Едвард Віндзор (нар. 2007)
      - (5) Леопольд Ернест Август Ґвельф Віндзор (нар. 2009)
      - (6) Луї Артур Ніколас Фелікс Віндзор (нар. 2014)

  - (7)  Принц Майкл Кентський (нар. 1942)
    - (8) Фредерік Віндзор (нар. 1979)